# Ann Street Presbyterian Church

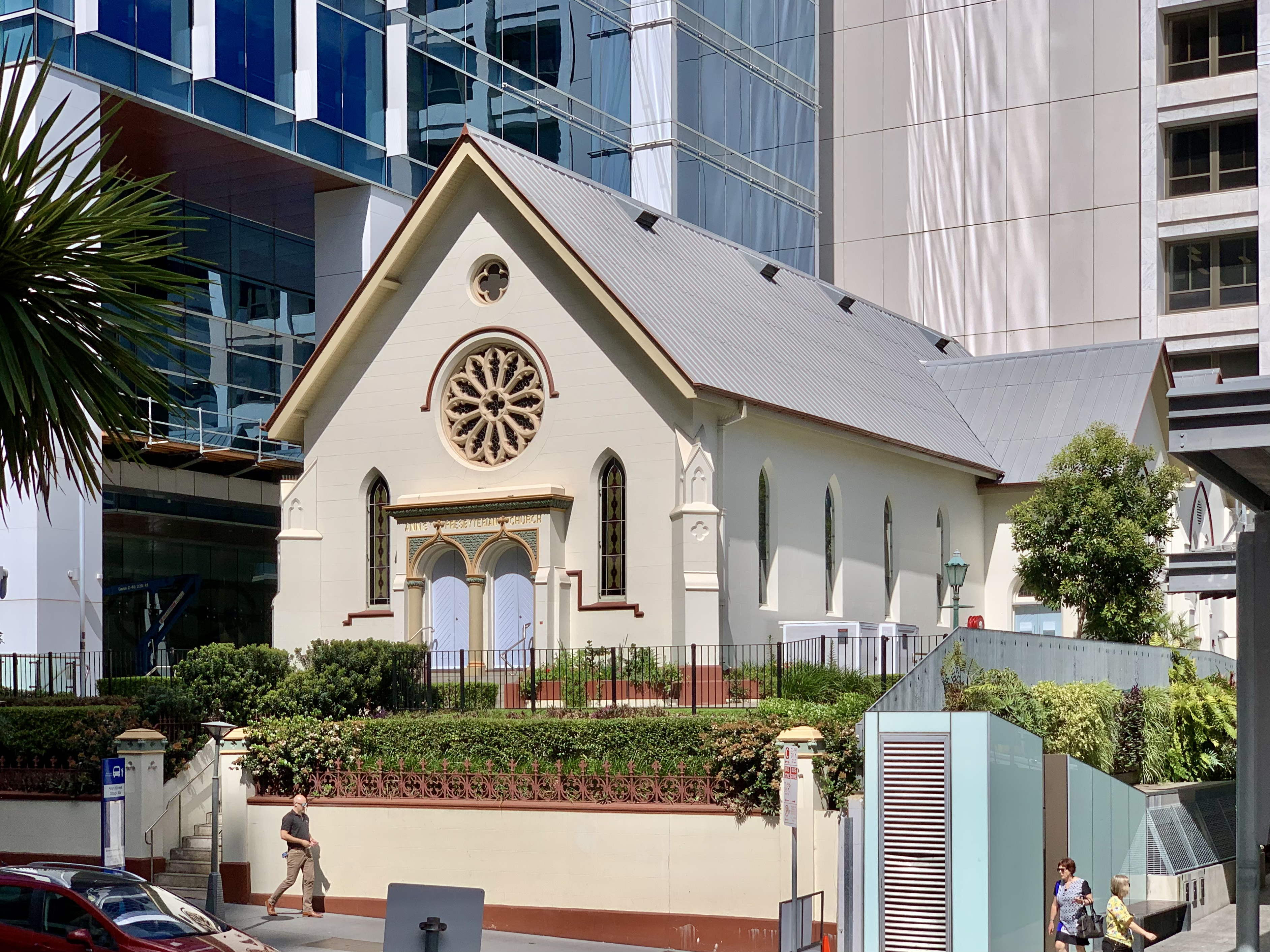
Die Ann Street Presbyterian Church

Die Ann Street Presbyterian Church gehört zu einer Kirchengemeinde innerhalb der Presbyterian Church of Australia in der Innenstadt der australischen Stadt Brisbane (Queensland). Das denkmalgeschützte Bauwerk ist seit 1992 eingetragen im Queensland Heritage Register.

## Geschichte
Nachdem seit den 1840er Jahren zunächst Gottesdienste in Privathäusern und Schulen gefeiert wurden, konnte die presbyterianische Kirchengemeinde 1854 ein Grundstück in der Ann Street erwerben und vier Jahre später ein erstes schlichtes Kirchengebäude einweihen, das als Ann Street Presbyterian Church bekannt wurde. Ein Brand am 21. Dezember 1871 zerstörte die Kirche bis auf die Steinmauern. Sie wurde zwischen 1872 und 1873 teilweise mit Steinmaterial der früheren Kirche wieder aufgebaut und am 26. Oktober 1873 offiziell wiedereröffnet.
1897 wurden größere Um- und Anbauten vorgenommen. Die  Arbeiten umfassten das Hinzufügen von Strebepfeilern, eines Querhauses, eine Unterkellerung, das Verputzen der Außenseite und den Einbau der repräsentativen Fensterrose in der Eingangsfassade. 1903 wurden weitere Arbeiten im Inneren durchgeführt, um eine neue Orgel unterzubringen und das Querhaus zu erweitern. 1936 wurde an das nördliche Ende des Querschiffes ein zweistöckiger Anbau gebaut, um einen Gemeindesaal und Verwaltungsräume zu schaffen. Neben Büros für die Gemeinde enthielt es auch die zentrale Verwaltung der Presbyterianischen Kirche in Queensland.
Im Zuge der Gründung der unierten Uniting Church in Australia im Jahr 1977 hat sich die Kirchengemeinde, deren Gotteshaus sich in der Innenstadt Brisbanes unmittelbar gegenüber der Albert Street Uniting Church befindet, dafür entschieden, nicht der Union beizutreten und Teil der Presbyterianischen Kirche Australiens zu bleiben.